# Почесні громадяни Чернігова
Почесний громадянин міста Чернігова — звання почесного громадянина, яке присвоюється громадянам України та інших держав, які своєю професійною та громадською діяльністю зробили вагомий внесок у розвиток Чернігова.

## Історія
Історія звання Почесного громадянина починається за часів Катерини ІІ. Почесне громадянство надавалося іменитим особам зі стану міських обивателів. Пізніше звання іменитих громадян було скасовано для купецтва і збережено лише для вчених і художників. Аби позбавитися такої несправедливості, міністр фінансів Є. Ф. Канкрін у 1827 році клопотав про встановлення почесного громадянства. 10 квітня 1832 року було ухвалено закон про введення звання Почесних громадян для купців, міщан і духовенства. Поступово звання Почесного громадянина стало спадковим для всіх цих станів, в тому числі і для дітей дворян.
Архівні та літературні джерела засвідчують, що у другій половині ХІХ — на початку ХХ століття Почесними громадянами Чернігова було сорок осіб. Не всі імена цих людей сьогодні відомі, однак деякі з них збереглися. Це підприємець-меценат, гласний Чернігівської міської думи В. П. Гутман; володар пивзаводу на правому березі Стрижня І. П. Орловський; Г. К. Остапенко, що спорудив оригінальний комплекс з трьох будинків на Хлібопекарській вулиці № 8, 10, 12 (вони і зараз служать чернігівцям); О. А. Тищинський — земський діяч, гласний Чернігівської міської думи трьох скликань, один із засновників Чернігівської громадської бібліотеки (нині — Чернігівська обласна універсальна наукова бібліотека імені В. Г. Короленка).
Звання Почесного громадянина було скасовано декретом Всеросійського Центрального Виконавчого Комітету 24 листопада 1917 року. На початку 60-х років ХХ століття прийшло розуміння того, що варто його відновити, задля пам'яті прийдешніх поколінь.
31 жовтня 1967 року виконком Чернігівської міської Ради депутатів трудящих встановив звання «Почесний громадянин Чернігова» для учасників Другої світової війни, передовиків виробництва, науковців та інших людей, якщо їхня праця знайде визнання всіх мешканців міста. Першими Почесними громадянами стали: Герой Радянського Союзу, командир 76-ї Чернігівської гвардійської стрілецької дивізії О. В. Кірсанов; двічі Герой Радянського Союзу О. Ф. Федоров; командир Чернігівського партизанського з'єднання імені М. М. Попудренка Ф. І. Коротков.
12 квітня 1976 року звання Почесного громадянина Чернігова присвоєно двічі Герою Радянського Союзу, льотчику-космонавту, випускникові Чернігівського вищого військового авіаційного училища льотчиків П. І. Климуку.
25 серпня 1983 року цим званням відзначені двічі Герой Радянського Союзу, бойовий льотчик, учасник визвольних боїв на території Чернігівщини О. Г. Молодчий та Герой Радянського Союзу, маршал авіації, командувач 16-ї Повітряної армії, учасник визвольних боїв за Чернігів, уродженець Коропа С. Г. Руденко.
17 грудня 1986 року звання Почесного громадянина Чернігова присвоєно всесвітньо відомому вченому-археологу, академіку, керівникові та учасникові археологічних експедицій на території Чернігова Б. О. Рибакову та Герою Радянського Союзу, льотчику 16-ї Повітряної армії, учаснику визволення Чернігова від німецько-фашистських загарбників В. А. Башкірову.
У наступні роки традиція присвоєння звання Почесного громадянина міста відійшла у небуття. Відродження відбулося у 2005 році, коли цим званням було відзначено Г. О. Кузнєцова.
У вересні 2008 Почесними громадянами Чернігова стали Єпископ Чернігівський і Новгород-Сіверський Амвросій; заслужений діяч мистецтв України, керівник камерного хору імені Д. Бортнянського Л. М. Боднарук; народний художник України В. В. Ємець та заслужений тренер України, майстер спорту міжнародного класу, тренер ДЮСШ «Атлет» О. В. Риков.
15 червня 2016 року виконавчий комітет Чернігівської міської ради затвердив нове Положення про присвоєння звання «Почесний громадянин міста Чернігова». Новий документ розроблявся з метою більшого впорядкування та регламентації присвоєння цього почесного звання.

## Порядок присвоєння
Звання «Почесний громадянин міста Чернігова» є найвищою відзнакою територіальної громади міста і присвоюється громадянам України та інших держав, які своєю професійною та громадською діяльністю зробили вагомий внесок у його розвиток, що сприяло піднесенню авторитету Чернігова як на державному, так і на міжнародному рівні.
Підставами для присвоєння звання «Почесний громадянин міста Чернігова» є:
- видатні заслуги в галузі науки, техніки, культури, мистецтва, фізичної культури та спорту, виховання та освіти, охорони здоров'я, охорони навколишнього середовища та забезпечення екологічної безпеки, зміцнення миру та міжнародного співробітництва, розвитку економіки та виробництва, містобудування та архітектури, охорони правопорядку та громадської безпеки, укріплення демократії та захисту прав людини і громадянина та в інших галузях;
- особиста мужність та героїзм, проявлені під час виконання службового та громадянського обов'язку на благо міста Чернігова та України;
- творча діяльність, що сприяє розвитку міста Чернігова, просуванню його позитивного іміджу в Україні та за кордоном.
- вагомий внесок у соціально-економічний розвиток міста, спрямований на відновлення та/або розвиток виробництва, в разі, якщо сума інвестицій перевищує 5 млн євро;
- здійснення меценатської діяльності в Чернігові, спрямованої на розвиток освіти, культури, мистецтва, спорту, охорони культурної спадщини, науки і наукових досліджень, розвитку інфраструктури міста без мети отримання прибутку або іншої вигоди, якщо розмір особистої майнової допомоги перевищує 2 млн євро.

Право висування кандидатур на звання «Почесний громадянин міста Чернігова» належить:
- Чернігівському міському голові;
- депутатським фракціям та групам Чернігівської міської ради;
- трудовим колективам підприємств, установ, організацій міста Чернігова, їх профспілковим комітетам, зборам громадян (за умов підтвердження легітимності зборів колективів, громадян);
- юридичним особам, що знаходяться за межами України.

Самовисування на звання «Почесний громадянин міста Чернігова» не розглядаються.
З питань присвоєння звання «Почесний громадянин міста Чернігова» створюється комісія, яка розглядає пропозиції про присвоєння звання «Почесний громадянин міста Чернігова» у межах квоти по одній кандидатурі з кожної галузі, але не більше трьох кандидатур загалом на рік. Головою комісії є Чернігівський міський голова, а її склад затверджується виконавчим комітетом Чернігівської міської ради.
Право присвоєння звання «Почесний громадянин міста Чернігова» належить виключно Чернігівській міській раді. Звання присвоюється лише один раз за життя і є довічним.
Церемонія вручення відзнак Почесного громадянина міста Чернігова відбувається щорічно під час святкування Дня міста Чернігова.
Особам, яким присвоюється звання «Почесний громадянин міста Чернігова», вручається Диплом Почесного громадянина міста Чернігова та нагрудний знак «Почесний громадянин міста Чернігова», а також надається одноразова грошова винагорода у розмірі десяти мінімальних заробітних плат. У разі посмертного присвоєння одноразова грошова винагорода надається спадкоємцям. Виплати здійснюються за рахунок коштів міського бюджету в межах видатків, затверджених рішенням міської ради про міський бюджет на відповідний період.
Звання «Почесний громадянин міста Чернігова» не може бути надане тим громадянам, які раніше скоїли карні злочини, були засуджені і судимість яких не погашена.

## Список почесних громадян Чернігова
| №  | Ім'я                                      | Рід занять, звання та нагороди | Рік присвоєння |
| -- | ----------------------------------------- | --- | -------------- |
| 1  | Кірсанов Олександр Васильович             | Герой Радянського Союзу, командир 76-ї Чернігівської гвардійської стрілецької дивізії | 1967           |
| 2  | Коротков Федір Іванович                   | Командир Чернігівського партизанського з'єднання імені Попудренка | 1967           |
| 3  | Федоров Олексій Федорович                 | Двічі Герой Радянського Союзу, командир чернігівського та чернігівсько-волинського партизанських з'єднань                                                                                   | 1967           |
| 4  | Климук Петро Ілліч                        | Космонавт СРСР, двічі Герой Радянського Союзу (1973, 1975), льотчик-космонавт СРСР (№ 26), генерал-полковник авіації                                                                        | 1967           |
| 5  | Молодчий Олександр Гнатович               | Двічі Герой Радянського Союзу, генерал-лейтенант авіації, уславлений льотчик-ас | 1985           |
| 6  | Руденко Сергій Гнатович                   | Герой Радянського союзу, маршал авіації, командуючий 16-ю повітряною армією | 1985           |
| 7  | Башкіров Віктор Андрійович                | Герой Радянського Союзу, льотчик 16-ї повітряної армії | 1986           |
| 8  | Рибаков Борис Олександрович               | Радянський та російський археолог і історик, академік РАН (1991; академік АН СРСР з 1958), Герой Соціалістичної Праці (1978)                                                                | 1986           |
| 9  | Кузнєцов Герард Олексійович               | Краєзнавець, член Ради Чернігівської міської організації ветеранів, голова комісії по увіковіченню пам'яті загиблих воїнів у Великій Вітчизняній війні                                      | 2005           |
| 10 | митрополит Амвросій                       | Митрополит Чернігівський і Новгород-Сіверський | 2008           |
| 11 | Боднарук Любомир Мирославович             | Хормейстер, музикант та педагог, заслужений діяч мистецтв України | 2008           |
| 12 | Ємець Володимир Володимирович             | Народний художник України | 2008           |
| 13 | Риков Олександр Володимирович             | Заслужений працівник культури і спорту України, заслужений тренер СРСР та України, тренер Олімпійської чемпіонки з важкої атлетики Скакун Наталії                                           | 2008           |
| 14 | Косих Віталій Анатолійович (посмертно)    | Чернігівський міський голова (1992—2001) | 2015           |
| 15 | Шкурко Анатолій Никифорович               | Художник, член Національної спілки художників України з 1960 року, заслужений художник України з 1996 року, народний художник України з 2009 року                                           | 2015           |
| 16 | Сукач Микола Васильович                   | Засновник, художній керівник та головний диригент академічного симфонічного оркестру «Філармонія»                                                                                           | 2016           |
| 17 | Норов Олександр Олександрович (посмертно) | Художній керівник Чернігівського міського молодіжного народного театру «Ілюмінатор» | 2017           |
| 18 | Пасічник Василь Іванович                  | Директор Чернігівського обласного центру медико-соціальної реабілітації дітей-інвалідів | 2017           |
| 19 | Безверхий Леонід Іванович (посмертно)     | Керівник Чернігівського радіоприладного заводу в 1967—1990 роках | 2018           |
| 20 | Богдан Сергій Ілліч (посмертно)           | Керівник Чернігівського міського пологового будинку в 1964—1996 роках | 2018           |
| 21 | Сарана Валерій Юрійович (посмертно)       | Державний і громадський діяч, член правління чернігівського обласного об'єднання Всеукраїнського товариства «Просвіта» імені Тараса Шевченка                                                | 2019           |
| 22 | Коваленко Володимир Петрович (посмертно)  | Кандидат історичних наук, археолог, заслужений працівник народної освіти України | 2019           |
| 23 | Костевич Олена Дмитрівна                  | Спортсменка збірної команди України з кульової стрільби, олімпійська чемпіонка 2004 року, багаторазова чемпіонка та призерка чемпіонатів світу та Європи, заслужений майстер спорту України | 2019           |
| 24 | Ніколюк Віктор Дмитрович                  | Генерал-майор Збройних сил України, командувач військ Оперативного командування «Північ», Герой України                                                                                     | 2022           |
| 25 | Хода Леонід Олексійович                   | Полковник Збройних сил України, командир 1-ї окремої танкової Сіверської бригади Оперативного командування «Північ», Герой України                                                          | 2022           |
| 26 | Висоцький Олексій Олексійович             | Полковник Збройних сил України, командир 119-ї окремої бригади територіальної оборони регіонального управління Сил територіальної оборони «Північ» Збройних сил України                     | 2022           |
| 27 | Брижинський Дмитро Володимирович          | Полковник Збройних сил України, командир 58-ї мотопіхотної бригади Оперативного командування «Північ»                                                                                       | 2022           |
| 28 | Стефурак Микола Миколайович               | Майор ЗСУ, заступник командира механізованого батальйону 1-ї окремої танкової Сіверської бригади                                                                                            | 2023           |
| 29 | Олефіренко Артур Олександрович            | Капітан ЗСУ, командир 8 танкової роти 3 танкового батальйону 1-ї окремої танкової Сіверської бригади                                                                                        | 2023           |
| 30 | Приходько Олексій Михайлович              | Старший сержант ЗСУ, командир гранатометного відділення гранатометного взводу механізованого батальйону 1-ї окремої танкової Сіверської бригади                                             | 2023           |
| 31 | Атрошенко Владислав Анатолійович          | Чернігівський міський голова (2015—2023) | 2023           |
| 32 | Фриз Володимир Іванович                   | завідувач (лікар-ортопед-травматолог) ортопедичного відділення Чернігівської міської лікарні № 2                                                                                            | 2023           |